# 四声
四声（しせい）とは、中国語の声調を、中古漢語の調類に基づいての4種類に分類したもの。音韻学では平声（へいせい、ひょうせい、ひょうしょう）・上声（じょうせい、じょうしょう）・去声（きょせい、きょしょう）・入声（にゅうせい、にっしょう）をいう。
現代中国語の北方官話を基礎とした普通話の声調も四つあるがゆえに「四声」と呼ばれることがあるが、中古漢語のものとは異なり、元の入声は失われて平声が二つに分かれた、陰平（第一声）・陽平（第二声）・上声（第三声）・去声（第四声）をいう。

## 概要
言語学において声調（トーン、tone）とは、音節に関わる音の高低の違いのことをいい、中国語はこの高低変化のパターンの違いを語の弁別に用いている。しかし、音韻学においては、音韻を分類整理した結果、高低の変化パターンだけではなく、音の促舒（詰まるか伸びるか）をも含めて声調と認識しており、入声は音節末が -p・-t・-k・-h といった内破音で終わる短く詰まった音節を分類している。
中国語の1音節（1字）にはかならず1つの声調があり、その高低のパターンを調値（ちょうち）と呼ぶ。その高さの上がり下がりは、現在5度式と呼ばれる低(1)・半低(2)・中(3)・半高(4)・高(5)の数値を組み合わせて表される。そして同じ調値をもつ音節と音節末の促舒の違いを帰納して分類したものが調類（ちょうるい）である。
中古漢語においては4つの調類があったが、その後調値や音韻の変化がおき、中古以降の声調は、これを陰調と陽調に分けた八声（はっせい）あるいは四声八調（しせいはっちょう）によって分類されている。
四声を2種類に分類する方法としては、平仄と舒促がある。前者は四声のうち、平声以外の三つをまとめて仄声としたもので、特に漢詩で重視されている。後者は入声以外の三つを舒声、入声を促声としたもので、音韻学の見地からは舒促で分けた方が便利である。

## 中古音における声調
四声という名称は、六朝時代、南斉・梁の沈約（441年～513年）らが中国語に声調があることに気づき、平・上・去・入と名づけたことに始まるとされる。『梁書』沈約伝には沈約が『四声譜』を作ったとあり、梁の武帝が周捨に「四声とは何か」と質問し、「天子聖哲」（天は平声、子は上声、聖は去声、哲は入声）と答えたエピソードが載っている。平・上・去・入の名称は、現代では海外でも、例えば英語でそれぞれlevel、rising、departing、enteringなどと訳されて説明される場合もあるが、内容を指す言葉ではなく、その代表字である。ただし、全濁上声の去声への流入（濁上変去）の結果、現在の多くの中国語方言で「上」字は去声で発音される。このため習慣的に声調を表すときのみ「上」を上声で読む（普通話では shǎng）。

### 調値
中古音の四声の調値（調類の実際の音価）がどのようなものであったかについては、学者により説が分かれる。例えば平山久雄は、六朝から唐代中頃までの四声の調値は「平声：クセ無し。緩降調：*31(声母清音)；低平調：*11(声母濁音)」「仄声：クセ有り」「上声:高昇調、緊喉、短め:*’35」「去声:低昇調、やや長い:*24」「入声:短促調:*4(声母清音):*2(声母濁音)」であったと推定しているが、異説も多い。
当時の調値を推定する材料となる文献資料はいろいろある。例えば、日本の安然『悉曇蔵』（990年）巻5には「平声直低、有軽有重。上声直昂、有軽無重。去声稍引、無軽無重。入声径止、無内無外。平中怒声、与重無別。上中重音、与去不分」とある。康煕字典にも四声について、「平声平道莫低昂、上声高呼猛烈強、去声分明哀遠道、入声短促急収蔵」と記されている。

## 上古音における声調
中国の文学史において、「声調」の存在を初めて明確に言及したのは六朝時代の沈約であり、それ以前の上古中国語に声調があったかどうかが明らかではない。この問題について古くからたくさんの主張がなされてきたが、その根拠となるのは『詩経』の押韻である。『詩経』の押韻を四声で調べてみると、平声・上声が去声と押韻されたり、去声が入声と押韻されたりと一定しない。『詩経』の押韻を調べて音韻学の基礎を築いた清代の考証学者顧炎武は言語の遅速軽重が押韻の平仄になっていったと主張し、平声が最も長く、上・去がこれに次ぎ、入声は急に止まる音としている。また去声と入声が押韻され、中古音においても「易」（入：エキ・去：イ）・「出」（入：シュツ・去：スイ）・「悪」（入：アク・去：ヲ）というように去入二つの声調をもつ字があるように去声と入声が近い関係にあることにも注目している。
このことから段玉裁は平・上・入三声であって去声はなかったとし、黄侃は平・入二声で上・去声はなかったという説を唱えている。これを受けて現代の王力は『漢語史稿』において平・入二声の二大分類がさらに音の長さで、長短の二類に分かれる四声であったという説を唱えた。現代中国語における声調は音の高さだけを主たる特徴とするが、古代中国語においては音の長さも主たる要素としていたとし、長平声が平声となり、短平声が上声、長入声が去声、短入声が入声になったとしている。

## 現代音における声調

普通話の声調

現代諸方言の声調は中古音の四声を陰陽2類に分けた四声八調の八声によって分類されている。中古音から現代音に至るまで調値の変化ははげしく、各方言においてかなりの差異が見られるが、調類の変化は少なく、声母の清濁に応じて陰陽に2類に分かれたことを大きな特徴とするのみである。
一般的に陰調は高い調子、陽調は低い調子であるが、陰調は古清音に、陽調は古濁音に由来する。これは濁音が清音に比べて低い調子から始まるためで、中原において清濁の区別が失われるようになると、はじめの音の高さの違いとして認識されるようになったと考えられている。現代呉語の紹興方言や閩語の潮州方言はすべての調類が陰陽2類に分かれた八声であるが、かなりきっちりと陰陽が清濁の区別と対応している。
平声は多くの方言で2類に分かれており、これは平声の音の長さが他の調類に比べて比較的に長く、はっきりとした発音であったためと考えられている。唐代には陰平声と陽平声の区別が生じていたとされている。これらの調類の分化、合併の仕方の違いは、方言を分類する際の重要な要素として取り扱われる。
入声について、晋語や中原官話の一部などでは、音節末の促音は消滅してしまったものの、調値の違いとして入声が区別されている例がある。また、ドンガン語甘粛方言のように、単音節では調値の違いがなくなっても、音節が複数組み合わさった時に起きる声調変化の違いとして調類を保持している方言の例もある。
現代中国語の普通話では、平声が陰陽2類に分かれて陰平声は第一声、陽平声は第二声となり、上声の多くは第三声、去声と上声の一部は第四声となり、入声は失われている。
|        | この節は検証可能な参考文献や出典が全く示されていないか、不十分です。 出典を追加して記事の信頼性向上にご協力ください。（このテンプレートの使い方） 出典検索?: "四声" – ニュース · 書籍 · スカラー · CiNii · J-STAGE · NDL · dlib.jp · ジャパンサーチ · TWL (2022年3月) |         |         |         |           |                     |                     |           |              |              |                        |          |          |        |
| 方言区 | 地名 | 平声    | 平声    | 平声    | 上声      | 上声                | 上声                | 去声      | 去声         | 去声         | 入声                   | 入声     | 入声     | 声調数 |
| 方言区 | 地名 | 清      | 濁      | 濁      | 清        | 濁                  | 濁                  | 清        | 濁           | 濁           | 清                     | 濁       | 濁       | 声調数 |
| 方言区 | 地名 | 清      | 次濁    | 全濁    | 清        | 次濁                | 全濁                | 清        | 次濁         | 全濁         | 清                     | 次濁     | 全濁     | 声調数 |
| 北方   | 北京 | 陰平55  | 陽平35  | 陽平35  | 上声214   | 上声214             | 去声51              | 去声51    | 去声51       | 去声51       | 陰平, 陽平, 上声, 去声 | 去声     | 陽平     | 4      |
| 北方   | 済南 | 陰平213 | 陽平42  | 陽平42  | 上声55    | 上声55              | 去声21              | 去声21    | 去声21       | 去声21       | 陰平                   | 去声     | 陽平     | 4      |
| 北方   | 西安 | 陰平21  | 陽平24  | 陽平24  | 上声53    | 上声53              | 去声44              | 去声44    | 去声44       | 去声44       | 陰平                   | 陰平     | 陽平     | 4      |
| 北方   | 蘭州 | 陰平31  | 陽平53  | 陽平53  | 上声442   | 上声442             | 去声13              | 去声13    | 去声13       | 去声13       | 去声13                 | 去声13   | 陽平     | 4      |
| 北方   | ドンガン語（甘粛方言） | 平声24  | 平声24  | 平声24  | 上声51    | 上声51              | 去声44              | 去声44    | 去声44       | 去声44       | 平声                   | 平声     | 平声     | 3      |
| 北方   | 成都 | 陰平44  | 陽平41  | 陽平41  | 上声52    | 上声52              | 去声13              | 去声13    | 去声13       | 去声13       | 陽平                   | 陽平     | 陽平     | 4      |
| 北方   | 南京 | 陰平31  | 陽平13  | 陽平13  | 上声22    | 上声22              | 去声44              | 去声44    | 去声44       | 去声44       | 入声5                  | 入声5    | 入声5    | 5      |
| 北方   | 太原 | 平声11  | 平声11  | 平声11  | 上声53    | 上声53              | 去声45              | 去声45    | 去声45       | 去声45       | 陰入2                  | 陰入2    | 陽入54   | 5      |
| 呉     | 上海 | 陰平52  | 陽舒113 | 陽舒113 | 陰上去335 | 陽舒113             | 陽舒113             | 陰上去335 | 陽舒113      | 陽舒113      | 陰入5                  | 陽入23   | 陽入23   | 5      |
| 呉     | 蘇州 | 陰平44  | 陽平24  | 陽平24  | 陰上52    | 陽上31              | 陽上31              | 陰去412   | 陽去31       | 陽去31       | 陰入4                  | 陽入2    | 陽入2    | 7      |
| 呉     | 紹興 | 陰平53  | 陽平31  | 陽平31  | 陰上335   | 陽上113             | 陽上113             | 陰去33    | 陽去11       | 陽去11       | 陰入45                 | 陽入12   | 陽入12   | 8      |
| 徽     | 歙県 | 陰平31  | 陽平44  | 陽平44  | 上声35    | 上声35              | 上声35              | 陰去324   | 陽去22（33） | 陽去22（33） | 入声21                 | 入声21   | 入声21   | 6      |
| 徽     | 寿昌 | 陰平12  | 陽平52  | 陽平52  | 陰上24    | 陽上534             | 陽上534             | 去声33    | 去声33       | 去声33       | 陰入甲55，陰入乙3      | 陽入31   | 陽入31   | 8      |
| 湘     | 長沙 | 陰平33  | 陽平13  | 陽平13  | 上声41    | 上声41              | 陽去                | 陰去55    | 陽去21       | 陽去21       | 入声24                 | 入声24   | 入声24   | 6      |
| 贛     | 南昌 | 陰平42  | 陰去    | 陽平24  | 上声213   | 上声213             | 陽去                | 陰去55    | 陽去21       | 陽去21       | 陰入5                  | 陽入21   | 陽入21   | 7      |
| 客家   | 梅州 | 陰平44  | 陽平11  | 陽平11  | 上声31    | 上声31              | 去声52              | 去声52    | 去声52       | 去声52       | 陰入21                 | 陽入4    | 陽入4    | 6      |
| 閩     | 福州 | 陰平44  | 陽平52  | 陽平52  | 上声31    | 上声31              | 陽去                | 陰去213   | 陽去242      | 陽去242      | 陰入23                 | 陽入4    | 陽入4    | 7      |
| 閩     | 泉州 | 陰平33  | 陽平24  | 陽平24  | 陰上55    | 陽上33(=陰平)或は22 | 陽上33(=陰平)或は22 | 去声41    | 去声41       | 去声41       | 陰入55                 | 陽入24   | 陽入24   | 6/7    |
| 閩     | 廈門 | 陰平55  | 陽平24  | 陽平24  | 上声51    | 上声51              | 陽去                | 陰去11    | 陽去33       | 陽去33       | 陰入32                 | 陽入5    | 陽入5    | 7      |
| 閩     | 潮州 | 陰平33  | 陽平55  | 陽平55  | 陰上53    | 陽上35              | 陽上35              | 陰去11    | 陽去31       | 陽去31       | 陰入2                  | 陽入5    | 陽入5    | 8      |
| 粤     | 広州 | 陰平55  | 陽平21  | 陽平21  | 陰上35    | 陽上13              | 陽上13              | 陰去33    | 陽去22       | 陽去22       | 上陰入55, 下陰入33     | 陽入22   | 陽入22   | 9      |
| 粤     | 南寧 | 陰平41  | 陽平52  | 陽平52  | 陰上33    | 陽上24              | 陽上24              | 陰去55    | 陽去22       | 陽去22       | 上陰入55, 下陰入33     | 上陽入24 | 下陽入22 | 10     |

## 中期朝鮮語における平声・上声・去声・入声
現代朝鮮語にはないが、中期朝鮮語においては平声・上声・去声・入声と称する声調があり、ハングル音節文字の左側にこれらを区別して表すため傍点が打たれていた。
- 傍点なし - 朝鮮語・漢字音の平声
- 1点（〮） - 朝鮮語・漢字音の去声、漢字音の入声
- 2点（〯） - 朝鮮語・漢字音の上声

その用例は次のようなものであった。
- 漢字音の平声 - ᅙᅳᆷ（音）
- 朝鮮語の平声 - 활（弓）
- 漢字音の去声 - ᄍᆞᆼ〮（字）
- 朝鮮語の去声 - 갈〮（刀）
- 漢字音の入声 - 귁〮（國）
- 漢字音の上声 - ᅌᅥᆼ〯（語）
- 朝鮮語の上声 - 돌〯（石）

漢字音の平声・上声・去声・入声と、当時の朝鮮語のそれとは、必ずしも一致するわけではない。当時表記されていた漢字音は人工的な東国正韻式漢字音で、中国本来の声調が想定されていたが、漢字音の入声は去声に似ているので傍点は1点とされたが、k入声はㄱ、p入声はㅂ、t入声は訓民正音の解釈ではㄷ・東国正韻の解釈ではㅭ（現実の伝来漢字音はㄹ）という終声が付されることによって去声と区別された。
一方、当時の朝鮮語で「平声」・「上声」・「去声」と呼ばれていた声調は、低調・低高調・高調であり、訓民正音の終声解によれば朝鮮語の平上去声は終声を不清不濁、すなわちㆁ・ㄴ・ㅁ・ㅇ・ㄹ・ㅿ（以上のうちㅇは音価なし、すなわち母音で終わる音節。また他に東国正韻式漢字音表記では唇軽音のㅱもあった）のいずれかとする音節とされていた。また朝鮮語の「入声」については、訓民正音では傍点を一定しないものとして、終声音をㄱ・ㄷ・ㅂ・ㅅのいずれかとする（終声解によれば、終声を全清・次清・全濁とする、すなわち理論上はㄱ・ㅋ・ㄲ・ㄷ・ㅌ・ㄸ・ㅂ・ㅍ・ㅃ・ㅈ・ㅊ・ㅉ・ㅅ・ㅆ・ㆆ・ㅎ・ㆅのいずれか（老乞大・朴通事の漢字音表記では唇軽音のㅸもあった）とする）短く終わる音節とし、「平声」・「上声」・「去声」に似ているものとして긷（柱） ・낟〯（穀）・몯〮（針）という例が挙げられていたが、本質的には「平声」・「上声」・「去声」のいずれかである。